# Grusza ussuryjska
Grusza ussuryjska (Pyrus ussuriensis Maxim.) – gatunek rośliny wieloletniej z rodziny różowatych. Pochodzi z północnej Japonii północno-wschodnich (Chin i północnej Korei). W Polsce jest spotykana bardzo rzadko, w ogrodach botanicznych. 

## Morfologia

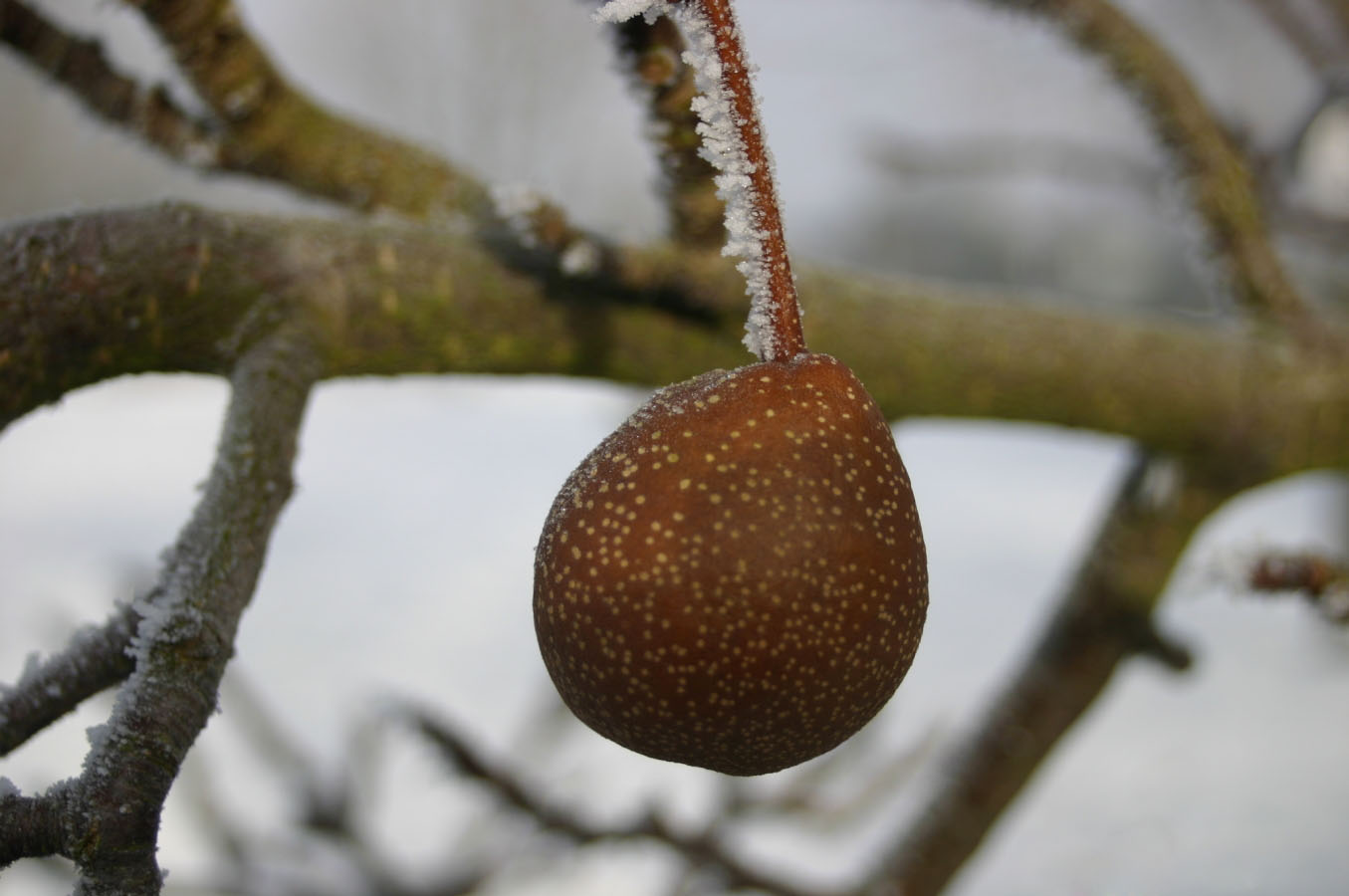
Owoce w zimie

PokrójDrzewo o kulistej lub stożkowatej koronie, dochodzące do 15 m wysokości.
PędyŻółtoszare, omszone i pokryte cierniami.
LiścieLiście są dość duże, jajowate, ostro zakończone, z brzegiem ząbkowanym i szczeciniastym. Latem ciemnozielone lecz jesienią przebarwiają się na czerwonawopurpurowy lub czerwony kolor.
KwiatyDuże o średnicy do 35 mm, lśniąco białe z czarno zakończonymi pręcikami, zamknięte w pąku różowe lub czerwonawe, rozwinięte białe, kwitnie wiosną, stosunkowo długo i obficie.
OwoceW kształcie gruszkowate lub kuliste, mają średnicę około 3,5 cm, z kielichem nie odpadającym. Skórka jest zielonożółta z karmazynowym rumieńcem i małymi brązowymi cętkami. Owoce dojrzewają późną jesienią, jadalne choć w smaku są kwaśne i cierpkie, z małą ilością komórek kamiennych.

## Zastosowanie
- Roślina ozdobna. W USA stosowana jest jako podkładka zarówno w szkółkarstwie sadowniczym jak i w ozdobnym. Uznawana jest za gatunek gruszy najbardziej odporny na mróz (strefy mrozoodporności 4-9[4]) i zarazę ogniową. Optymalne stanowisko słoneczne lub częściowo słoneczne, gleby piaszczyste lub lekko gliniaste o pH od 5,5 - 7,5[3].